# 日本テレビ動画
日本テレビ動画（にっぽんテレビどうが、1971年11月設立 - 1973年9月30日解散）は、かつて存在していたアニメ制作プロダクション。本項ではその前身にあたる日放映動画スタジオ（1966年 - 1968年）および、東京テレビ動画（1968年 - 1971年）についても記す。

## 概要
代表作に日本テレビ初の国産テレビアニメシリーズ『戦え!オスパー』や『週刊少年ジャンプ』原作アニメ第1号の『男一匹ガキ大将』をはじめとする日本テレビ系平日夕方放送の帯アニメ、谷岡ヤスジ原作の長編アニメーション映画『ヤスジのポルノラマ やっちまえ!!』、藤子不二雄原作の『ドラえもん』（第1作）等があり、下記の通り前身会社が設立当時日本テレビと専属契約を結んでいたためか同社との関係が深かったが、子会社ではなく、資本関係はなかった模様。社名も「日本テレビ」＋「動画」ではなく、実際は「日本」＋「テレビ動画」を意味していた。
ルーツは「国映株式会社」という教育映画やピンク映画を製作していた制作プロダクションが、1965年頃に同社のテレビ製作部門だった日本放送映画の中に、日本テレビ専属のアニメ制作部門を立ち上げたことである。1966年には、このアニメ制作部門は日本放送映画の関連会社である有限会社日放映動画スタジオとして独立した。中心人物は、東京ムービー出身の岡本光輝と新倉雅美（別名・渡邊清）だった。しかし、『冒険少年シャダー』で納品数が不足するトラブルを起こしたことがあり、それがきっかけで新たに新倉が東京テレビ動画を狛江市に立ち上げたという。
東京テレビ動画は、引き続き日本テレビ製作のアニメを独占した。当時東京テレビ動画は専属のアニメーターを置かず、外部のスタジオ等と契約して制作していたという。フリーの演出家だった富野喜幸（現・富野由悠季）は、当社制作の『夕やけ番長』で監督としてのデビューを果たしている。『赤き血のイレブン』の監督を務めた岡迫亘弘は、「新倉は金払いが悪いことで有名だったから、有名な人やベテランは寄りつかない。だからこそ、逆に新人が活躍できたんだろうね」と述べている。
1971年には新潟市にもスタジオを開設するが、日本テレビと東京テレビ動画の間に金銭的な不祥事が起こり、東京テレビ動画は1971年春以降日本テレビから仕事を干されてしまう。岡迫の証言によれば、日本テレビ側のプロデューサーである藤井賢祐が新倉の贈与の見返りに発注していたことが日本テレビに発覚したため、発注がなくなったという。なお同時期に放送されていた『巨人の星』や『タイガーマスク』のアニメ企画がキー局の日本テレビでは採用されず、代わりに関西の準キー局のよみうりテレビで採用されていた背景には、藤井が東京テレビ動画の企画を優先して自局に通す一方で、東京ムービーや東映動画など他社の企画を門前払い同然で却下していた事情がある。
その後、代表取締役である新倉は起死回生を狙って映画配給会社との契約未定のまま映画製作に乗り出し、谷岡ヤスジ原作の劇場用アダルトアニメ『ヤスジのポルノラマ やっちまえ!!』を日本ヘラルド映画（現・KADOKAWA）の配給で社運を賭けて制作・上映するが、興行は大失敗に終わる。
そして、新潟スタジオを拠点として1971年11月に再々度立ち上げられた会社が日本テレビ動画である。代表取締役の稲庭左武郎は新潟総合テレビ（現・NST新潟総合テレビ）の役員で、また新倉自身も新潟県出身で田中角栄とつながりがあったという報道もあり、新潟の政財界と関係があったとされる。なお吉川惣司は、稲庭が「お金を出すだけ」の出資者であったと述べている。
1972年4月にTBS系列で放送を開始した『アニメドキュメント ミュンヘンへの道』を制作してテレビアニメに復帰し、同時に制作の利便のために東京都中野区にもスタジオを設置した。だが、後番組の『モンシェリCoCo』は放送中にクレジットからプロデューサーの渡邊（新倉）の名前が消えたうえ、1クールで打ち切りとなり、新倉自身も1972年10月9日付で登記上取締役を辞任するなど、トラブルの存在をうかがわせる現象が起きている。
1973年に再び藤井賢祐の企画で日本テレビを放送局とする『ドラえもん』がスタートすると、本社を新潟から東京へと移したとされるが、登記上は最後まで新潟市が本社であった。同作の収益は黒字で、東京テレビ動画時代からの赤字を補填できる目途がついたとされるが、その矢先に新倉が突然失踪する。本作の制作に関わった元スタッフの下崎闊（真佐美ジュン）によると、後を継いだ会長も経営に関心がなくほどなく解散、日本テレビ動画はわずか2年弱で廃業、『ドラえもん』も急遽打ち切りとなり、日本テレビ動画は名実ともに消滅した。失踪した新倉は1986年に拳銃密輸で逮捕されたが、その後の消息はわかっていない。
日本テレビ動画解散後、元スタッフらは田無市西原のアパートに日本テレビ動画の労働組合を作り、失業保険を受け取りながら管財人との交渉の拠点としていた。その後、元スタッフらは就職先が決まったり、アニメの仕事を廃業して田舎に帰ったりしていたので、日本テレビ動画の労働組合は1975年3月に活動を終結した。ちなみに2016年時点において、かつて日本テレビ動画の東京スタジオが在所していた五十嵐ビルは現存している。
日本テレビ動画が制作したアニメ作品は1～2クール（3か月～半年）以内で終了する作品が多かった。これは視聴率が取れなかったということもあるが、旧東京テレビ動画時代からの体質でもあった。
なお日本放送映画・東京テレビ動画・日本テレビ動画が制作した諸作品の中には、いまだに著作権の帰属元がはっきりしていなかったり、フィルムの所在が不明なものもある（後述）。

## 作品リスト
特記のある作品以外は日本テレビ系で放送。

### 日本放送映画時代
- 戦え!オスパー（1965年 - 1967年）
- とびだせ!バッチリ（1966年 - 1967年、10分帯アニメ）
- フータくん（1966年頃、パイロットフィルムのみ[22]）
- 新宿千夜一夜（1967年頃、パイロットフィルムのみ）
- 冒険少年シャダー（1967年 - 1968年、10分帯アニメ）
- 天才バカボン（1968年頃、パイロットフィルムのみ[23]）

### 東京テレビ動画時代
- 夕やけ番長（1968年 - 1969年、10分帯アニメ）
- 男一匹ガキ大将（1969年 - 1970年、10分帯アニメ）
- 赤き血のイレブン（1970年 - 1971年）
- 男どアホウ!甲子園（1970年 - 1971年、10分帯アニメ）
- シートン動物記（1970年 - 1971年、5分帯番組）
- ヤスジのポルノラマ やっちまえ!!（劇場作品、1971年・日本ヘラルド映画）
- 性蝕記（1971年、製作中止）

### 日本テレビ動画以降
- アニメドキュメント ミュンヘンへの道（1972年・TBS系）※
- モンシェリCoCo（1972年・TBS系）※
- ドラえもん（1973年）

## スタッフ経験者（既出以外）
- 吉沢京夫 - 演出家・プロデューサー。国映作品から日本テレビ動画作品まで携わった。
- 腰繁男 - アニメ監督・演出家。東京テレビ動画の劇場用作品『ヤスジのポルノラマ やっちまえ!!』演出助手を経て1973年に日本テレビ版『ドラえもん』で演出家デビューする。

## 作品のビデオソフト化・再放送・ネット配信
後述する『ドラえもん』など一部を除く日本放送映画→東京テレビ動画→日本テレビ動画の作品に関しては、多くがビデオソフト化・再放送・ネット配信が行われており、現在でも同社から作品の著作権を引き継いで管理している者が存在するとみられる。
『男どアホウ!甲子園』は1987年にバップから全2巻のVHSソフトが発売されている。その後『赤き血のイレブン』が1994年にバップから全話収録のVHSソフト全9巻が発売（2002年にラインコミュニケーションズから全12巻でVHS・DVD化）、2012年にはAT-Xで再放送が行われた。またAT-Xでは『男一匹ガキ大将』も2011年に再放送が行われ、2018年にはベストフィールドから初ソフト化となるDVD-BOXが発売された。また未ソフト化作品に関しても『モンシェリCoCo』が1990年代にキッズステーションで再放送されたことがある。
谷岡ヤスジ原作の劇場用作品『ヤスジのポルノラマ やっちまえ!!』はIMAGICAでネガフィルムが発見され、原作者の著作権継承者の意向でニュープリントが作成された。その後はゆうばり国際ファンタスティック映画祭2005や東京国立近代美術館フィルムセンター（現・国立映画アーカイブ）の上映企画「発掘された映画たち2018」などで再上映され、2019年には幻の映画復刻レーベルDIGから初ソフト化されている。
1989年に株式会社ハミングバードから発売されたアニメ主題歌集ソフト『マニア愛蔵版 懐かし〜いTVアニメテーマコレクション』（LD・VHS）には、他社作品と共に『戦え!オスパー』『とびだせ!バッチリ』『冒険少年シャダー』『夕やけ番長』『男一匹ガキ大将』『赤き血のイレブン』『男どアホウ!甲子園』『アニメドキュメント ミュンヘンへの道』『モンシェリCoCo』のオープニング映像が収録されている。
『ドラえもん』については、本放送終了後も複数の局でたびたび再放送が行われていたが、1979年にテレビ朝日系でシンエイ動画版の『ドラえもん』の放送が開始されると、原作者や原作漫画の出版元の小学館および製作局のテレビ朝日の意向で、日本テレビ動画版の『ドラえもん』の再放送は行われなくなった。元スタッフの真佐美ジュンによると、フィルムは日本テレビで7年間保管されていたというが、その後、行方不明となった。2000年代になって、真佐美がラッシュフィルムなど8話分を所持していたことが判明したほか、1995年にIMAGICAで最終回を含む後半16話分のネガフィルムが発見されていたことが安藤健二の調査・取材で明らかになったが、ネガフィルムの権利所有者は不明のままだという